# Pompeo Arditti
Pompeo Arditti, também grafado como Pompeu Ardicio (Pésaro, século XVI), foi um arquiteto e engenheiro militar italiano.

## Biografia
Pouco se sabe acerca de sua vida e atuação junto à Coroa portuguesa.
Foi na qualidade de especialista nas "cousas da fortificação" que se deslocou em 1567 às ilhas dos Açores e da Madeira, juntamente com o engenheiro Tommaso Benedetto, também de Pesaro. Demoraram-se um mês na Madeira, quarenta dias na ilha de São Miguel, duas semanas na ilha Terceira, São Jorge e Faial, tendo retornado em agosto a Lisboa, a dar contas ao rei.
Em 1570 recebeu um alvará de vencimento pelos serviços prestados à Coroa